# Johann Both von Bajna
János Both von Bajna (lateinisch Johann Both de Bayna, ungarisch bajnai Both János, kroatisch Ivan Bot od Bajne; † 1493, Krbava-Feld) war ein Ban von Kroatien neben Emerik Derenčin.

## Biografie
General János Both de Bajna war Gouverneur von Illyrien, Ban von Kroatien, Slawonien und Dalmatien zwischen 1492 und 1493. Er starb in der Schlacht im September 1493 nach der Schlacht auf dem Krbava-Feld gegen die Osmanen. Da er Senj nicht verteidigen konnte, zog er sich mit Emerik Derenčin, dem Mit-Ban von Kroatien, auf die Burg Brinje zurück, wo er während der Belagerung getötet wurde. Er war Herr von Sycava im Jahr 1492.
Er war der Sohn von István Both von Bajna, Ritter, Mann des Königs, Herr von Bajna und anderen Orten. Er war der Bruder von András Both de Bajna († 1511), Ban von Kroatien. Er war verheiratet mit Apollonia Csapy, Tochter von Ándras, Ritter des Drachenorden.